# Saraykent
Saraykent là một huyện thuộc tỉnh Yozgat, Thổ Nhĩ Kỳ. Huyện có diện tích 189 km² và dân số thời điểm năm 2007 là 19607 người, mật độ 104 người/km².